# Босна (монитор)
Босна (хорв. Bosna), ранее известная как Морава (серб. Морава / Morava) и Кёрёш (венг. Körös) — австро-венгерский, югославский и позднее хорватский корабль класса монитор.

## История

### Первая мировая война
Монитор «Кёрёш» построен в Будапеште на верфи компании Danubius с 1880 по 1892 годы. Энергетическая установка — 2 котла VTE и 2 паровые машины тройного расширения. Артиллерия — 2 x 120-мм орудия Krupp длиной 35 калибров, 66-мм орудие Škoda — 42 калибра. Бронирование — 60 мм борт, 19 мм палуба, 75 мм рубка. В состав ВМС Австро-Венгрии введён в 1904 году. В годы Первой мировой войны участвовал в морских операциях на Дунае и Саве, обстреливая позиции Сербии и Румынии (также участвовал в обстреле Белграда). 31 декабря 1918 в качестве трофея передан югославам и включён в Речную флотилию Королевства сербов, хорватов и словенцев.

### Между войнами

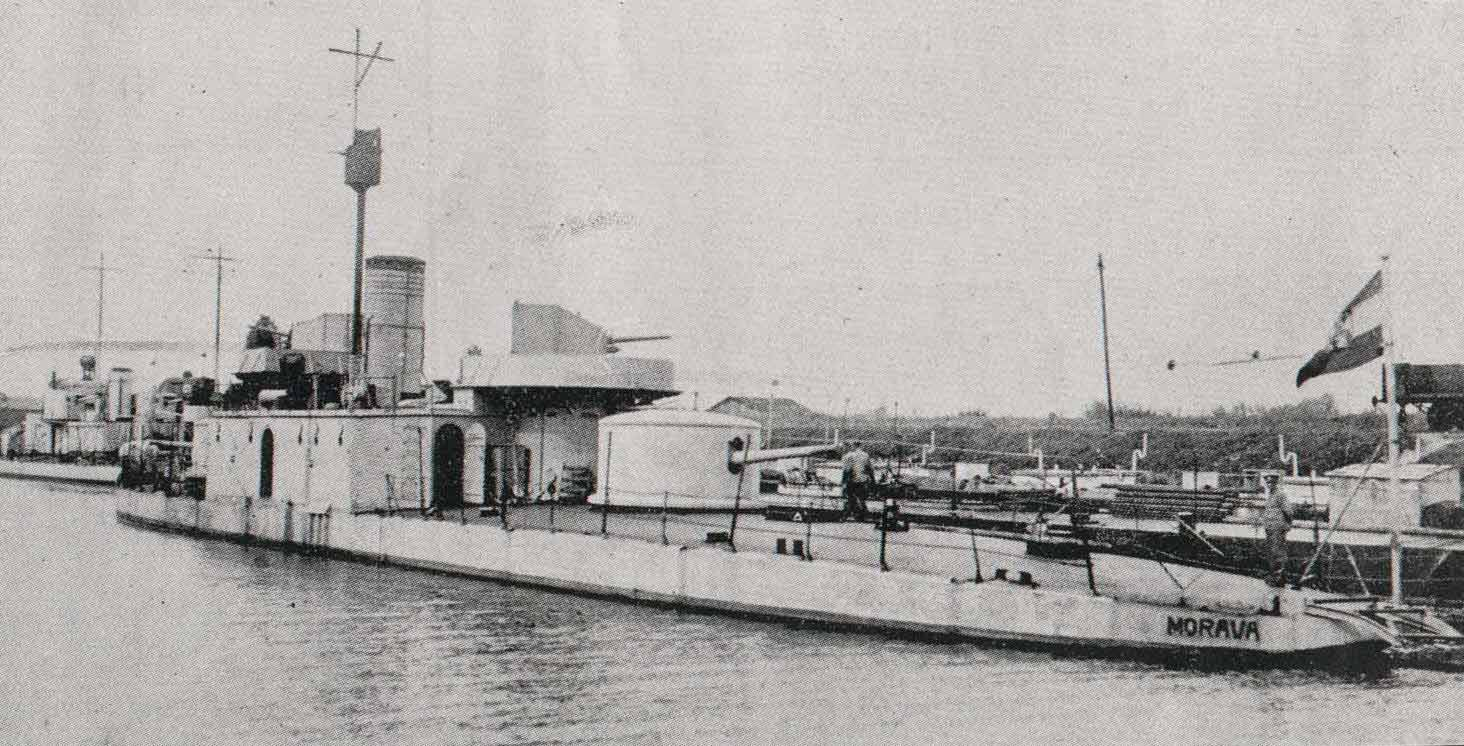
Югославский монитор Морава. 1924 год

15 апреля 1920 «Кёрёш» де-юре стал монитором ВМС Королевства сербов, хорватов и словенцев, получив имя «Морава». В 1924 году он был достроен, получив дополнительно 66-мм орудия и 15-мм пулемёт длиной 84 калибра. Входил в Дунайскую флотилию Королевства Югославия.

### Вторая мировая война
12 апреля 1941 монитор был затоплен в Земуне, чтобы его не захватили немцы. В 1942 году при помощи немецких инженеров корабль подняли со дна реки и ввели в состав Дунайской флотилии ВМС Независимого государства Хорватии под именем «Босна». Базировался в Славонском-Броде с 1943 по 1944 годы и воевал на реке Саве. Совместно с монитором «Савой» проводил патрулирование немецких конвоев, шедших по реке. В июне 1944 года столкнулся с морской миной на Уне близ Босанской-Новы и затонул.